# Kvalifikace na Mistrovství světa ve fotbale 2006 (UEFA) – skupina 3
Zápasy této kvalifikační skupiny na Mistrovství světa ve fotbale 2006 se konaly v letech 2004 a 2005. Ze sedmi účastníků si postup na závěrečný turnaj vybojoval vítěz skupiny. Celek na druhém místě v závislosti na žebříčku týmů na druhých místech buď také přímo postoupil (v případě, že byl mezi dvěma nejlepšími), nebo hrál baráž.

## Tabulka
| Tým             | Z  | V | R | P  | GV | GI | +/- | B  |
| --------------- | -- | - | - | -- | -- | -- | --- | -- |
| Portugalsko     | 12 | 9 | 3 | 0  | 35 | 5  | +30 | 30 |
| Slovensko       | 12 | 6 | 5 | 1  | 24 | 8  | +16 | 23 |
| Rusko           | 12 | 6 | 5 | 1  | 23 | 12 | +11 | 23 |
| Estonsko        | 12 | 5 | 2 | 5  | 16 | 17 | -1  | 17 |
| Lotyšsko        | 12 | 4 | 3 | 5  | 18 | 21 | -3  | 15 |
| Lichtenštejnsko | 12 | 2 | 2 | 8  | 13 | 23 | -10 | 8  |
| Lucembursko     | 12 | 0 | 0 | 12 | 5  | 48 | -43 | 0  |

## Zápasy
| 18. srpna 2004 20:15 |          |                          |                                                                            |
| Lichtenštejnsko      | 1 – 2    | Estonsko                 | Rheinpark Stadion, Vaduz diváci: 912 rozhodčí: Emil Bozinovski (Makedonie) |
| D'Elia 49'           | (Report) | Viikmäe 34' Lindpere 80' | Rheinpark Stadion, Vaduz diváci: 912 rozhodčí: Emil Bozinovski (Makedonie) |

| 18. srpna 2004 20:15           |          |             |                                                                           |
| Slovensko                      | 3 – 1    | Lucembursko | Tehelné pole, Bratislava diváci: 5 016 rozhodčí: Viktor Kassai (Maďarsko) |
| Vittek 26' Greško 48' Demo 89' | (Report) | Strasser 2' | Tehelné pole, Bratislava diváci: 5 016 rozhodčí: Viktor Kassai (Maďarsko) |

| 4. září 2004 18:00                               |          |             |                                                                     |
| Estonsko                                         | 4 – 0    | Lucembursko | A. Le Coq Arena, Tallinn diváci: 3 000 rozhodčí: Alan Kelly (Irsko) |
| Teever 7' Schauls 41' (vl.) Oper 61' Viikmäe 67' | (Report) |             | A. Le Coq Arena, Tallinn diváci: 3 000 rozhodčí: Alan Kelly (Irsko) |

| 4. září 2004 19:00 |          |            |                                                                            |
| Rusko              | 1 – 1    | Slovensko  | Dynamo, Moskva diváci: 11 500 rozhodčí: Manuel Mejuto González (Španělsko) |
| Bulykin 14'        | (Report) | Vittek 87' | Dynamo, Moskva diváci: 11 500 rozhodčí: Manuel Mejuto González (Španělsko) |

| 4. září 2004 20:15 |          |                         |                                                                    |
| Lotyšsko           | 0 – 2    | Portugalsko             | Skonto stadions, Riga diváci: 9 500 rozhodčí: Graham Poll (Anglie) |
|                    | (Report) | Ronaldo 57' Pauleta 58' | Skonto stadions, Riga diváci: 9 500 rozhodčí: Graham Poll (Anglie) |

| 8. září 2004 20:00               |          |                                                                           |                                                                                 |
| Lucembursko                      | 3 – 4    | Lotyšsko                                                                  | Stade Josy Barthel, Lucemburk diváci: 2 125 rozhodčí: George Kasnaferis (Řecko) |
| Braun 11' Leweck 55' Cardoni 62' | (Report) | Verpakovskis 4' Zemļinskis 40' (pen.) Hoffmann 65' (vl.) Prohorenkovs 67' | Stade Josy Barthel, Lucemburk diváci: 2 125 rozhodčí: George Kasnaferis (Řecko) |

| 8. září 2004 20:15                                                   |          |                 |                                                                                      |
| Slovensko                                                            | 7 – 0    | Lichtenštejnsko | Tehelné pole, Bratislava diváci: 5 620 rozhodčí: Dejan Delević (Srbsko a Černá Hora) |
| Vittek 15', 59', 81' Karhan 42' Németh 84' Mintál 85' Zabavník 90+2' | (Report) |                 | Tehelné pole, Bratislava diváci: 5 620 rozhodčí: Dejan Delević (Srbsko a Černá Hora) |

| 8. září 2004 21:15                         |          |          |                                                                                         |
| Portugalsko                                | 4 – 0    | Estonsko | Estádio Dr. Magalhães Pessoa, Leiria diváci: 27 214 rozhodčí: Bülent Demirlek (Turecko) |
| Ronaldo 75' Postiga 83', 90+1' Pauleta 86' | (Report) |          | Estádio Dr. Magalhães Pessoa, Leiria diváci: 27 214 rozhodčí: Bülent Demirlek (Turecko) |

| 9. října 2004 17:00 |          |                                 |                                                                                   |
| Lucembursko         | 0 – 4    | Rusko                           | Stade Josy Barthel, Lucemburk diváci: 3 670 rozhodčí: Eric Braamhaar (Nizozemsko) |
|                     | (Report) | Syčev 56', 69', 86' Aršavin 62' | Stade Josy Barthel, Lucemburk diváci: 3 670 rozhodčí: Eric Braamhaar (Nizozemsko) |

| 9. října 2004 17:30                   |          |                 |                                                                           |
| Slovensko                             | 4 – 1    | Lotyšsko        | Tehelné pole, Bratislava diváci: 13 025 rozhodčí: Stefano Farina (Itálie) |
| Németh 46' Reiter 50' Karhan 55', 87' | (Report) | Verpakovskis 3' | Tehelné pole, Bratislava diváci: 13 025 rozhodčí: Stefano Farina (Itálie) |

| 9. října 2004 19:15       |          |                              |                                                                                   |
| Lichtenštejnsko           | 2 – 2    | Portugalsko                  | Rheinpark Stadion, Vaduz diváci: 3 548 rozhodčí: Novo Panić (Bosna a Hercegovina) |
| Burgmeier 48' T. Beck 76' | (Report) | Pauleta 23' Hasler 39' (vl.) | Rheinpark Stadion, Vaduz diváci: 3 548 rozhodčí: Novo Panić (Bosna a Hercegovina) |

| 13. října 2004 18:00      |          |                     |                                                                       |
| Lotyšsko                  | 2 – 2    | Estonsko            | Skonto stadions, Riga diváci: 8 500 rozhodčí: Florian Meyer (Německo) |
| Astafjevs 65' Laizāns 82' | (Report) | Oper 72' Teever 79' | Skonto stadions, Riga diváci: 8 500 rozhodčí: Florian Meyer (Německo) |

| 13. října 2004 20:00 |          |                                                             |                                                                                       |
| Lucembursko          | 0 – 4    | Lichtenštejnsko                                             | Stade Josy Barthel, Lucemburk diváci: 3 478 rozhodčí: Jaroslav Jára (Česká republika) |
|                      | (Report) | Martin Stocklasa 41' Burgmeier 44', 85' M. Frick 57' (pen.) | Stade Josy Barthel, Lucemburk diváci: 3 478 rozhodčí: Jaroslav Jára (Česká republika) |

| 13. října 2004 21:15                                             |          |             |                                                                                |
| Portugalsko                                                      | 7 – 1    | Rusko       | Estádio José Alvalade, Lisabon diváci: 27 258 rozhodčí: Kyros Vassaras (Řecko) |
| Pauleta 26' Ronaldo 39', 69' Deco 45' Simão 82' Petit 89', 90+2' | (Report) | Aršavin 79' | Estádio José Alvalade, Lisabon diváci: 27 258 rozhodčí: Kyros Vassaras (Řecko) |

| 17. listopadu 2004 19:00                             |          |          |                                                                               |
| Rusko                                                | 4 – 0    | Estonsko | Kuban Stadium, Krasnodar diváci: 29 000 rozhodčí: Massimo Busacca (Švýcarsko) |
| Karjaka 23' Izmailov 25' Syčev 32' Loskov 67' (pen.) | (Report) |          | Kuban Stadium, Krasnodar diváci: 29 000 rozhodčí: Massimo Busacca (Švýcarsko) |

| 17. listopadu 2004 19:00 |          |                                                 |                                                                         |
| Lichtenštejnsko          | 1 – 3    | Lotyšsko                                        | Rheinpark Stadion, Vaduz diváci: 1 460 rozhodčí: Zsolt Szabó (Maďarsko) |
| M. Frick 32'             | (Report) | Verpakovskis 7' Zemļinskis 57' Prohorenkovs 89' | Rheinpark Stadion, Vaduz diváci: 1 460 rozhodčí: Zsolt Szabó (Maďarsko) |

| 17. listopadu 2004 20:00 |          |                                                               |                                                                                   |
| Lucembursko              | 0 – 5    | Portugalsko                                                   | Stade Josy Barthel, Lucemburk diváci: 8 045 rozhodčí: Vitaliy Godulyan (Ukrajina) |
|                          | (Report) | Federspiel 11' (vl.) Ronaldo 28' Maniche 52' Pauleta 67', 82' | Stade Josy Barthel, Lucemburk diváci: 8 045 rozhodčí: Vitaliy Godulyan (Ukrajina) |

| 26. března 2005 17:00 |          |                          |                                                                          |
| Lichtenštejnsko       | 1 – 2    | Rusko                    | Rheinpark Stadion, Vaduz diváci: 2 400 rozhodčí: Espen Berntsen (Norsko) |
| T. Beck 40'           | (Report) | Keržakov 23' Karjaka 37' | Rheinpark Stadion, Vaduz diváci: 2 400 rozhodčí: Espen Berntsen (Norsko) |

| 26. března 2005 18:00 |          |                       |                                                                             |
| Estonsko              | 1 – 2    | Slovensko             | A. Le Coq Arena, Tallinn diváci: 3 051 rozhodčí: Peter Fröjdfeldt (Švédsko) |
| Oper 57'              | (Report) | Mintál 58' Reiter 65' | A. Le Coq Arena, Tallinn diváci: 3 051 rozhodčí: Peter Fröjdfeldt (Švédsko) |

| 30. března 2005 18:00 |          |             |                                                                              |
| Estonsko              | 1 – 1    | Rusko       | A. Le Coq Arena, Tallinn diváci: 8 850 rozhodčí: Gianluca Paparesta (Itálie) |
| Terehhov 63'          | (Report) | Aršavin 18' | A. Le Coq Arena, Tallinn diváci: 8 850 rozhodčí: Gianluca Paparesta (Itálie) |

| 30. března 2005 19:00 |          |             |                                                                        |
| Slovensko             | 1 – 1    | Portugalsko | Tehelné pole, Bratislava diváci: 21 000 rozhodčí: Alain Sars (Francie) |
| Karhan 8' (pen.)      | (Report) | Postiga 62' | Tehelné pole, Bratislava diváci: 21 000 rozhodčí: Alain Sars (Francie) |

| 30. března 2005 19:00                                  |          |             |                                                                             |
| Lotyšsko                                               | 4 – 0    | Lucembursko | Skonto stadions, Riga diváci: 8 203 rozhodčí: Draženko Kovačić (Chorvatsko) |
| Bleidelis 32' Laizāns 38' (pen.) Verpakovskis 73', 90' | (Report) |             | Skonto stadions, Riga diváci: 8 203 rozhodčí: Draženko Kovačić (Chorvatsko) |

| 4. června 2005 18:00  |          |                 |                                                                      |
| Estonsko              | 2 – 0    | Lichtenštejnsko | A. Le Coq Arena, Tallinn diváci: 3 000 rozhodčí: Mark Whitby (Wales) |
| Stepanov 27' Oper 57' | (Report) |                 | A. Le Coq Arena, Tallinn diváci: 3 000 rozhodčí: Mark Whitby (Wales) |

| 4. června 2005 18:00          |          |          |                                                                             |
| Rusko                         | 2 – 0    | Lotyšsko | Petrovsky Stadium, Petrohrad diváci: 21 575 rozhodčí: Éric Poulat (Francie) |
| Aršavin 56' Loskov 78' (pen.) | (Report) |          | Petrovsky Stadium, Petrohrad diváci: 21 575 rozhodčí: Éric Poulat (Francie) |

| 4. června 2005 19:45  |          |           |                                                                             |
| Portugalsko           | 2 – 0    | Slovensko | Estádio da Luz, Lisabon diváci: 64 000 rozhodčí: Pierluigi Collina (Itálie) |
| Meira 21' Ronaldo 42' | (Report) |           | Estádio da Luz, Lisabon diváci: 64 000 rozhodčí: Pierluigi Collina (Itálie) |

| 8. června 2005 18:30 |          |                 |                                                                        |
| Lotyšsko             | 1 – 0    | Lichtenštejnsko | Skonto stadions, Riga diváci: 8 000 rozhodčí: Jonas Eriksson (Švédsko) |
| Bleidelis 17'        | (Report) |                 | Skonto stadions, Riga diváci: 8 000 rozhodčí: Jonas Eriksson (Švédsko) |

| 8. června 2005 20:00 |          |                                           |                                                                           |
| Lucembursko          | 0 – 4    | Slovensko                                 | Stade Josy Barthel, Lucemburk diváci: 2 108 rozhodčí: Rob Styles (Anglie) |
|                      | (Report) | Németh 5' Mintál 15' Kisel 54' Reiter 60' | Stade Josy Barthel, Lucemburk diváci: 2 108 rozhodčí: Rob Styles (Anglie) |

| 8. června 2005 20:15 |          |             |                                                                       |
| Estonsko             | 0 – 1    | Portugalsko | A. Le Coq Arena, Tallinn diváci: 10 280 rozhodčí: Mike Riley (Anglie) |
|                      | (Report) | Ronaldo 32' | A. Le Coq Arena, Tallinn diváci: 10 280 rozhodčí: Mike Riley (Anglie) |

| 17. srpna 2005 18:00 |          |             |                                                                     |
| Lotyšsko             | 1 – 1    | Rusko       | Skonto stadions, Riga diváci: 10 000 rozhodčí: Graham Poll (Anglie) |
| Astafjevs 6'         | (Report) | Aršavin 24' | Skonto stadions, Riga diváci: 10 000 rozhodčí: Graham Poll (Anglie) |

| 17. srpna 2005 20:15 |          |           |                                                                           |
| Lichtenštejnsko      | 0 – 0    | Slovensko | Rheinpark Stadion, Vaduz diváci: 1 150 rozhodčí: Bertrand Layec (Francie) |
|                      | (Report) |           | Rheinpark Stadion, Vaduz diváci: 1 150 rozhodčí: Bertrand Layec (Francie) |

| 3. září 2005 18:00   |          |             |                                                                                       |
| Estonsko             | 2 – 1    | Lotyšsko    | A. Le Coq Arena, Tallinn diváci: 8 970 rozhodčí: Alberto Undiano Mallenco (Španělsko) |
| Oper 11' Smirnov 71' | (Report) | Laizāns 90' | A. Le Coq Arena, Tallinn diváci: 8 970 rozhodčí: Alberto Undiano Mallenco (Španělsko) |

| 3. září 2005 19:00 |          |                 |                                                                  |
| Rusko              | 2 – 0    | Lichtenštejnsko | Lokomotiv, Moskva diváci: 18 123 rozhodčí: Jouni Hyytiä (Finsko) |
| Keržakov 27', 66'  | (Report) |                 | Lokomotiv, Moskva diváci: 18 123 rozhodčí: Jouni Hyytiä (Finsko) |

| 3. září 2005 21:15                                       |          |             |                                                                             |
| Portugalsko                                              | 6 – 0    | Lucembursko | Estádio Algarve, Faro diváci: 25 300 rozhodčí: Dick van Egmond (Nizozemsko) |
| Andrade 24' Carvalho 30' Pauleta 38', 57' Simão 80', 85' | (Report) |             | Estádio Algarve, Faro diváci: 25 300 rozhodčí: Dick van Egmond (Nizozemsko) |

| 7. září 2005 19:00 |          |            |                                                                        |
| Lotyšsko           | 1 – 1    | Slovensko  | Skonto stadions, Riga diváci: 8 800 rozhodčí: Konrad Plautz (Rakousko) |
| Laizāns 74'        | (Report) | Vittek 35' | Skonto stadions, Riga diváci: 8 800 rozhodčí: Konrad Plautz (Rakousko) |

| 7. září 2005 19:00 |          |             |                                                                  |
| Rusko              | 0 – 0    | Portugalsko | Lokomotiv, Moskva diváci: 28 800 rozhodčí: Markus Merk (Německo) |
|                    | (Report) |             | Lokomotiv, Moskva diváci: 28 800 rozhodčí: Markus Merk (Německo) |

| 7. září 2005 19:30                   |          |             |                                                                            |
| Lichtenštejnsko                      | 3 – 0    | Lucembursko | Rheinpark Stadion, Vaduz diváci: 2 300 rozhodčí: Damir Skomina (Slovinsko) |
| M. Frick 38' Fischer 77' T. Beck 92' | (Report) |             | Rheinpark Stadion, Vaduz diváci: 2 300 rozhodčí: Damir Skomina (Slovinsko) |

| 8. října 2005 17:00 |          |          |                                                                          |
| Slovensko           | 1 – 0    | Estonsko | Tehelné pole, Bratislava diváci: 12 800 rozhodčí: Paul Allaerts (Belgie) |
| Hlinka 72'          | (Report) |          | Tehelné pole, Bratislava diváci: 12 800 rozhodčí: Paul Allaerts (Belgie) |

| 8. října 2005 19:00                                           |          |             |                                                                       |
| Rusko                                                         | 5 – 1    | Lucembursko | Lokomotiv, Moskva diváci: 20 000 rozhodčí: Alexandru Tudor (Rumunsko) |
| Izmailov 6' Keržakov 17' Pavljučenko 69' Kiričenko 74', 90+3' | (Report) |             | Lokomotiv, Moskva diváci: 20 000 rozhodčí: Alexandru Tudor (Rumunsko) |

| 8. října 2005 21:15        |          |                 |                                                                                         |
| Portugalsko                | 2 – 1    | Lichtenštejnsko | Estádio Municipal de Aveiro, Aveiro diváci: 29 000 rozhodčí: Grzegorz Gilewski (Polsko) |
| Pauleta 48' Nuno Gomes 85' | (Report) | Fischer 32'     | Estádio Municipal de Aveiro, Aveiro diváci: 29 000 rozhodčí: Grzegorz Gilewski (Polsko) |

| 12. října 2005 19:30       |          |          |                                                                              |
| Portugalsko                | 3 – 0    | Lotyšsko | Estádio do Dragão, Porto diváci: 35 000 rozhodčí: Peter Fröjdfeldt (Švédsko) |
| Pauleta 20', 22' Viana 86' | (Report) |          | Estádio do Dragão, Porto diváci: 35 000 rozhodčí: Peter Fröjdfeldt (Švédsko) |

| 12. října 2005 20:15 |          |              |                                                                               |
| Lucembursko          | 0 – 2    | Estonsko     | Stade Josy Barthel, Lucemburk diváci: 2 010 rozhodčí: Selçuk Dereli (Turecko) |
|                      | (Report) | Oper 7', 78' | Stade Josy Barthel, Lucemburk diváci: 2 010 rozhodčí: Selçuk Dereli (Turecko) |

| 12. října 2005 20:30 |          |       |                                                                            |
| Slovensko            | 0 – 0    | Rusko | Tehelné pole, Bratislava diváci: 22 317 rozhodčí: Roberto Rosetti (Itálie) |
|                      | (Report) |       | Tehelné pole, Bratislava diváci: 22 317 rozhodčí: Roberto Rosetti (Itálie) |

## Střelci
| Pozice | Hráč               | Země            | Branky |
| ------ | ------------------ | --------------- | ------ |
| 1      | Pauleta            | Portugalsko     | 11     |
| 2      | Cristiano Ronaldo  | Portugalsko     | 7      |
| 2      | Andres Oper        | Estonsko        | 7      |
| 4      | Róbert Vittek      | Slovensko       | 6      |
| 5      | Māris Verpakovskis | Lotyšsko        | 5      |
| 5      | Andrej Aršavin     | Rusko           | 5      |
| 7      | Dmitrij Syčev      | Rusko           | 4      |
| 7      | Juris Laizāns      | Lotyšsko        | 4      |
| 7      | Aleksandr Keržakov | Rusko           | 4      |
| 7      | Miroslav Karhan    | Slovensko       | 4      |
| 11     | Thomas Beck        | Lichtenštejnsko | 3      |
| 11     | Franz Burgmeier    | Lichtenštejnsko | 3      |
| 11     | Mario Frick        | Lichtenštejnsko | 3      |
| 11     | Hélder Postiga     | Portugalsko     | 3      |
| 11     | Simão              | Portugalsko     | 3      |
| 11     | Marek Mintál       | Slovensko       | 3      |
| 11     | Szilárd Németh     | Slovensko       | 3      |
| 11     | Ľubomír Reiter     | Slovensko       | 3      |